# 3-кільцева система

Демонстрація принципу роботи 3-кільцевої системи

3-кільцева система — компонент парашутної системи призначений для роз'ємного з'єднання підвісної системи парашутиста з вільними кінцями його основного парашута. Цей пристрій забезпечує надійне й міцне з'єднання парашута з підвісною системою парашутиста, але при цьому дозволяє легко і швидко (одним рухом руки) від'єднати основний парашут від парашутиста у разі його несправності. Відчеплення основного парашуту в разі його несправності, є необхідною умовою для забезпечення безперешкодного введення в дію запасного парашуту для переважної більшості парашутних систем.

## Історія

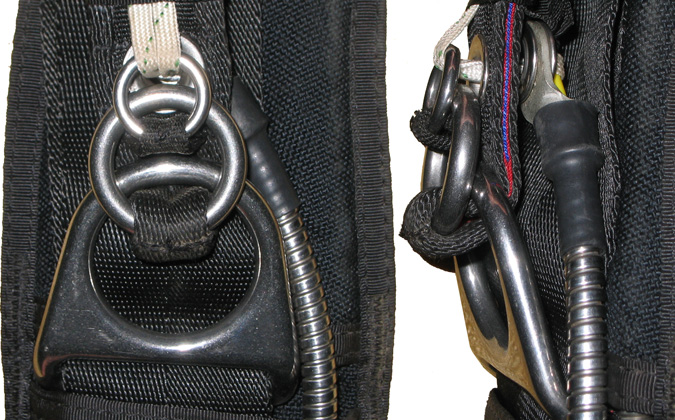
3-кільцева система в зібраному вигляді

В перших парашутних системах, основний парашут був нерозривно пришитий до підвісної системи парашутиста. В разі несправності основного парашуту, введення в дію запасного відбувалось одразу, без від'єднання основного. Це добре працювало з некерованими куполоподібними парашутами. Вперше необхідність створення системи відчеплення куполу основного парашуту від підвісної системи виникла у зв'язку з тим що великі куполоподібні парашути в сильний вітер, навіть після приземлення продовжувало тягнути по землі, разом з парашутистом. Відчеплення однієї групи вільних кінців парашута, дозволяло миттєво «погасити купол» (примусити його здутися і впасти на землю). Таким чином виникло перше покоління замків відчеплення, в США це був «Capewell Release», в СРСР серії замків «ОСК». Спочатку ці замки встановлювались лише на одну групу вільних кінців парашута і використовувались виключно на землі для того щоб погасити купол. Ці замки були важкими, габаритними складними і ненадійними. Частими були випадки як заклинювання замків, коли парашутисту не вдавалось їх роз'єднати, так і випадки несанкціонованого розкриття замків в повітрі, що виводило з ладу купол парашута і могло призвести до трагедії. Процес відчеплення вільних кінців складався з декількох стадій, що потребувало певного часу і добре відпрацьованих навичок парашутиста. Згодом з появою різних типів керованих парашутів, які мали горизонтальну складову швидкості польоту, виникла потреба повністю відчіпляти основний купол в разі несправності, перед введенням в дію запасного парашута. Таку можливість реалізували встановлюючи замки відчеплення на обидві групи вільних кінців основного парашута. До недоліків першого покоління додався той фактор, що відчеплення кожного замка потрібно було виконувати окремо, що потребувало зайвих витрат часу для того щоб повністю відчепити парашут.
Багато конструкторів, з різних країн, працювало над створеннями надійної одностадійної системи відчеплення основного парашуту, яка б дозволяла, одночасно відчепити обидві групи вільних кінців від підвісної системи, з високою надійністю і якомога меншим часом спрацювання. 3-кільцева система була винайдена Біллом Бусом 1976 року і завдяки своїй простоті і технологічності, з часом витіснила всі альтернативні рішення з ринку спортивних парашутних систем. Станом на 2024 рік, всі спортивні системі у світі, обладнані різними варіаціями 3-кільцевої системи відчеплення.

## Конструкція
Конструкція замка являє собою систему важелів у вигляді кілець вкладених одне в одне, яка при дотриманні всіх пропорцій, зменшує механічне навантаження на кінцевий елемент з'єднання в 200 разів (в порівнянні з навантаженням яке прикладене до вільного кінця підвісної системи). Замки на обох групах вільних кінців, об'єднані в єдину систему, тросом, що проходить в захисній оболонці від петель замків, до подушки відчеплення яка закріплена на підвісній системі парашутиста. У випадку нештатної роботи основного парашута, парашутист має лише різко висмикнути подушку відчеплення, яка витягне троси з петель 3-кільцевих замків, після чого кільця розвернуться і замки одночасно розкриються, забезпечивши швидке і симетричне відділення основного парашута. 